# 桑田武
桑田 武（くわた たけし、1937年1月5日 - 1991年1月21日）は、神奈川県横浜市鶴見区出身の元プロ野球選手（内野手、外野手）。

## 経歴

### プロ入り前
1937年1月5日に神奈川県横浜市鶴見区で生まれる。横浜市立寺尾中学校では、のちに大相撲で小結まで昇進する金乃花武夫と同僚としてプレーしていた。荏原高では2年生で「3番・三塁手」のレギュラーを獲得し、1953年夏に全国高等学校野球選手権東京大会決勝へ進出するが、石田雅亮を擁する明治高と延長11回を戦ってサヨナラ負けを喫した。1954年は「4番・一塁手」として2年連続で東京大会決勝に進出するが、榎本喜八を擁する早稲田実業に大敗を喫し、甲子園出場は叶わなかった。
中央大学進学後は東都大学野球リーグでの4年間で通算87試合に出場し、84安打・4本塁打・40打点・打率.288の成績を残した。1958年春季リーグでは小栗秀夫、若生照元ら3年生両投手陣の活躍で5年ぶりの優勝に貢献し、最高殊勲選手とベストナイン（三塁手）に選出されている。同年の全日本大学野球選手権大会では決勝戦で立教大学に惜敗した。大学同期に森田斌らがいた。大学生時代は、同じ大学の3年先輩の穴吹義雄の異名を引き継ぐ形で「ゴジラ2世」と呼ばれていた。

### プロ入り後
中央大学卒業直前の1958年の年末に大洋ホエールズと契約を交わした。確実性を備えた長距離打者として「4番・三塁手」を任され、1959年には新人選手としては歴代最高となる31本塁打を放ち、同数だった森徹（中日ドラゴンズ）と本塁打王を分け合い、桑田は新人王にも選出された。ルーキーで本塁打王となったのは長嶋に次ぐ快挙であった。桑田が同年に放った安打数は117で、これは2021年に牧秀悟が破るまで球団新人最多安打記録だった。
1960年は開幕こそ出遅れるも、4月24日の対広島カープ戦のダブルヘッダーで8打数8安打1四球を記録する。ここから桑田の勢いが増していき、最終的に打率.301を記録し、リーグ初優勝に貢献した。しかし日本シリーズ（対大毎オリオンズ戦）では第2戦で適時打を放つものの、第3戦以降は徹底的にマークされ、シリーズ通算15打数3安打1打点と存在感を発揮できなかった。1961年には打点王を獲得して長嶋茂雄（読売ジャイアンツ）の三冠王を阻止した。打率.280、25本塁打の好成績を挙げ、2試合連続のサヨナラ本塁打を放つなど、当時の日本記録である1シーズン3本のサヨナラ本塁打を記録している。
桑田の守備については、投手・捕手を除く全ての守備位置で出場している。桑田の定位置は三塁手だが、1963年シーズンでの遊撃手だったマイク・クレスの負担軽減のために、1964年・1965年は遊撃手で起用された。だが、慣れない守備位置のために2年連続でリーグ最多となる失策数を記録している。走力もあり、入団後3年間は毎年20盗塁前後を記録していたが1962年春の銚子キャンプで走塁練習中に足首を捻挫して以降、盗塁は激減した。
1964年は20試合連続安打を放つなど調子を戻し、3割にあと一歩届かなかったものの打率.299の好成績を残し、中心打者として活躍した。ところが、1966年頃から足のケガに悩まされるようになり、1967年には対読売ジャイアンツ戦での12本を含む27本塁打を放つが、守備面での不安から三塁手を松原誠に譲り、主に右翼手として起用された。
1968年開幕から急激な打撃不振に陥って打率1割台に沈みしばしばスタメンを外れ、さらに故障もあって6月頃から欠場。月末には復帰するが、以降の出場機会は大幅に減少した。桑田は自身を重要視しない監督の別当薫の起用法に立腹し、シーズンのある日に別当と掴み合いの大喧嘩をした。これが尾を引き、7月17日の対読売ジャイアンツ戦第2打席から全く安打が出なくなり、トレード候補とされた。かつて大洋の監督を務めていた三原脩がこの状況を見かねて、自身が率いる近鉄バファローズへの移籍を打診する。しかし、桑田自身がパシフィック・リーグへの移籍に難色を示したことから、同年オフに大橋勲とのトレードで読売ジャイアンツへ移籍。長嶋・王貞治に続く5番打者として活躍を期待されたが、足の古傷が再発したこともあって打撃フォームが崩れ、巨人では1本も安打を打てないまま戦力外通告を受けた。
1970年はヤクルトアトムズでプレーしたが、ここでも安打を打てず、9月8日に黒い霧事件に関連するオートレース八百長に関与したことが判明し、逮捕される。10月1日にコミッショナー委員会から3か月の出場停止処分（失格選手への指定）を受けたが、この後にヤクルトから自由契約を通達され、そのまま現役引退を表明した。桑田は結局、大洋時代の1968年から47打席連続で無安打のまま現役を退いた。

### 引退後
引退後は会社員として一般企業で勤務したのち、喫茶店やガソリンスタンドの経営を経て、群馬県の「小幡郷ゴルフ場」の支配人を務めていたという。1991年1月21日にくも膜下出血により死去。54歳没。

## 詳細情報

### 年度別打撃成績
| 年 度      | 球 団      | 試 合 | 打 席 | 打 数 | 得 点 | 安 打 | 二 塁 打 | 三 塁 打 | 本 塁 打 | 塁 打 | 打 点 | 盗 塁 | 盗 塁 死 | 犠 打 | 犠 飛 | 四 球 | 敬 遠 | 死 球 | 三 振 | 併 殺 打 | 打 率 | 出 塁 率 | 長 打 率 | O P S |
| ---------- | ---------- | ----- | ----- | ----- | ----- | ----- | -------- | -------- | -------- | ----- | ----- | ----- | -------- | ----- | ----- | ----- | ----- | ----- | ----- | -------- | ----- | -------- | -------- | ----- |
| 1959       | 大洋       | 125   | 499   | 435   | 64    | 117   | 20       | 3        | 31       | 236   | 84    | 25    | 8        | 0     | 2     | 58    | 21    | 4     | 99    | 13       | .269  | .359     | .543     | .902  |
| 1960       | 大洋       | 114   | 443   | 392   | 50    | 118   | 15       | 7        | 16       | 195   | 67    | 16    | 3        | 0     | 4     | 44    | 12    | 3     | 72    | 10       | .301  | .376     | .497     | .873  |
| 1961       | 大洋       | 130   | 532   | 471   | 70    | 132   | 25       | 3        | 25       | 238   | 94    | 20    | 5        | 4     | 3     | 53    | 7     | 1     | 108   | 10       | .280  | .354     | .505     | .860  |
| 1962       | 大洋       | 112   | 466   | 431   | 50    | 112   | 18       | 0        | 22       | 196   | 48    | 2     | 1        | 0     | 1     | 34    | 2     | 0     | 83    | 11       | .260  | .314     | .455     | .769  |
| 1963       | 大洋       | 139   | 564   | 493   | 65    | 118   | 25       | 1        | 25       | 220   | 76    | 7     | 6        | 2     | 8     | 58    | 0     | 3     | 72    | 21       | .239  | .323     | .446     | .769  |
| 1964       | 大洋       | 140   | 596   | 539   | 75    | 161   | 30       | 1        | 27       | 274   | 96    | 5     | 6        | 0     | 5     | 49    | 2     | 3     | 81    | 13       | .299  | .360     | .508     | .869  |
| 1965       | 大洋       | 132   | 520   | 480   | 65    | 128   | 21       | 3        | 24       | 227   | 75    | 5     | 3        | 0     | 4     | 36    | 1     | 0     | 84    | 11       | .267  | .318     | .473     | .791  |
| 1966       | 大洋       | 119   | 465   | 441   | 48    | 105   | 12       | 0        | 25       | 192   | 64    | 3     | 2        | 2     | 3     | 18    | 1     | 1     | 70    | 13       | .238  | .270     | .435     | .705  |
| 1967       | 大洋       | 118   | 444   | 400   | 62    | 106   | 14       | 1        | 27       | 203   | 63    | 5     | 2        | 2     | 1     | 35    | 2     | 6     | 73    | 9        | .265  | .333     | .508     | .841  |
| 1968       | 大洋       | 49    | 131   | 114   | 5     | 15    | 2        | 0        | 1        | 20    | 7     | 1     | 1        | 2     | 1     | 13    | 1     | 1     | 34    | 5        | .132  | .227     | .175     | .402  |
| 1969       | 巨人       | 13    | 17    | 14    | 0     | 0     | 0        | 0        | 0        | 0     | 0     | 0     | 0        | 0     | 0     | 3     | 0     | 0     | 8     | 1        | .000  | .176     | .000     | .176  |
| 1970       | ヤクルト   | 3     | 4     | 4     | 0     | 0     | 0        | 0        | 0        | 0     | 0     | 0     | 0        | 0     | 0     | 0     | 0     | 0     | 3     | 0        | .000  | .000     | .000     | .000  |
| 通算：12年 | 通算：12年 | 1194  | 4681  | 4214  | 554   | 1112  | 182      | 19       | 223      | 2001  | 674   | 89    | 37       | 12    | 32    | 401   | 49    | 22    | 787   | 117      | .264  | .331     | .475     | .806  |

- 各年度の太字はリーグ最高

### タイトル
- 本塁打王：1回（1959年）
- 打点王：1回（1961年）
- 最多安打（当時連盟表彰なし）：1回（1964年）

### 表彰
- 新人王（1959年）※本塁打王との同時受賞は史上2人目

### 記録
初記録
- 初出場・初先発出場：1959年4月11日、対中日ドラゴンズ1回戦（中日スタヂアム）、4番・三塁手で先発出場
- 初安打・初本塁打・初打点：1959年4月14日、対広島カープ1回戦（広島市民球場）、1回表に拝藤宣雄から左越先制2ラン

節目の記録
- 100本塁打：1963年6月28日、対読売ジャイアンツ12回戦（後楽園球場）、7回表に城之内邦雄から左越同点ソロ ※史上30人目
- 150本塁打：1965年5月6日、対広島カープ5回戦（広島市民球場）、5回表に森川卓郎から左越ソロ ※史上19人目
- 1000試合出場：1966年9月21日、対サンケイアトムズ23回戦（川崎球場）、「4番・三塁手」で先発出場 ※史上119人目
- 1000安打：1967年4月25日、対読売ジャイアンツ1回戦（川崎球場）、1回裏に城之内邦雄から中前適時打 ※史上63人目
- 200本塁打：1967年5月18日、対読売ジャイアンツ8回戦（後楽園球場）、2回表に渡辺秀武から左越先制ソロ ※史上13人目

その他の記録
- 新人最多本塁打：31（1959年） ※最多タイ（後に1986年に清原和博が同数を記録）
- 2試合連続サヨナラ本塁打 ※NPB史上初[7]
  - 1961年4月8日、対広島カープ1回戦（川崎球場）、10回裏に長谷川良平から左中間へサヨナラソロ
  - 1961年4月9日、対広島カープ2回戦（川崎球場）、9回裏に大石清から左中間へ逆転サヨナラ3ラン
- オールスターゲーム出場：6回（1959年、1960年、1961年、1962年、1964年、1965年）

### 背番号
- 8（1959年 - 1968年）
- 7（1969年 - 1970年）